# Heckler & Koch MG4
La MG4 es una ametralladora ligera calibre 5,56 mm alimentada mediante cinta, diseñada y desarrollada por Heckler & Koch. Fue desarrollada a finales de los 90 y presentada al público en el 2001. Ha sido seleccionada para reemplazar a la MG3 como arma de apoyo, pero la complementará en otros cometidos. La MG4 también será el armamento secundario del nuevo vehículo portatropas Puma. A grandes rasgos, ha sido diseñada para ser ligera, segura de usar y fiable en condiciones adversas empleando munición de fabricación diversa, sin tener necesidad de ajustar el regulador de gases. Inicialmente fue conocida como MG43, antes de ser adoptada por el Bundeswehr.

## Detalles de diseño
La MG4 es una ametralladora alimentada mediante cinta, refrigerada por aire y accionada por los gases del disparo, con cerrojo rotativo y bastante similar a la ametralladora belga Minimi. Solo tiene opción de fuego automático. Los mecanismos de seguridad de la MG4 incluyen un seguro manual incorporado al selector; al situarlo en posición de "asegurado", bloquea mecánicamente el disparador y sujeta el cerrojo en posición de disparo. Cuando el cerrojo no ha sido completamente desplazado hacia atrás, los disparos accidentales son prevenidos gracias a un mecanismo automático integral que impide al cerrojo ir hacia adelante. Además, el percutor no puede golpear el fulminante del cartucho hasta que este se encuentre completamente dentro de la recámara del cañón.
La ametralladora es alimentada mediante una cinta de eslabón desintegrable desde el lado izquierdo, a través de un mecanismo de dos etapas mejorado. Las vainas son expulsadas hacia abajo, aunque la expulsión hacia la derecha es una opción disponible.
Tiene un bípode plegable. El cajón de mecanismos posee puntos de anclaje que le permiten a la MG4 ser instalada en el trípode estándar estadounidense M112A1 para una mejor precisión y estabilidad.
La MG4 estándar viene equipada con un mecanismo de puntería mecánico de tipo cerrado, con un alcance máximo de hasta 1000 m y dividido en aumentos de 100 m. Miras ópticas o punteros láser pueden montarse a lo largo de un riel Picatinny MIL-STD-193 situado sobre la cubierta de la bandeja de alimentación.

## Usuarios
Alemania

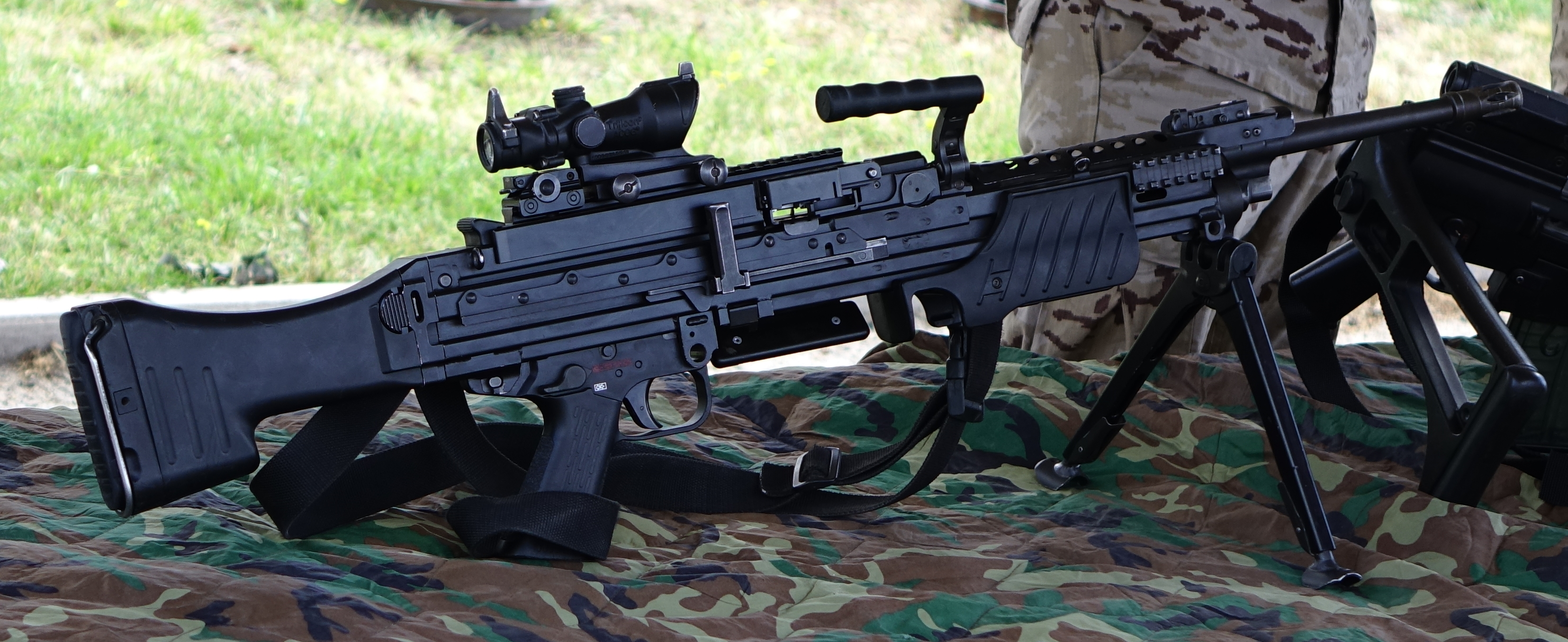
MG4E.

- Ejército Alemán. Adoptada en 2005.[1]

 Chile
- Cuerpo de Infantería de Marina. Se adoptó la MG4 para reemplazar a las Ultimax U-100.[2]

 España
- Ejército de Tierra de España. Pedidas 1800 ametralladoras MG4E a Heckler & Koch para entregar entre 2007 y 2011.[3] Las armas españolas utilizan una mira TRIJICON de 4 aumentos y fueron empleadas en combate en Afganistán.
- Guardia Civil de España. En uso en el Grupo de Acción Rápida.

 Malasia

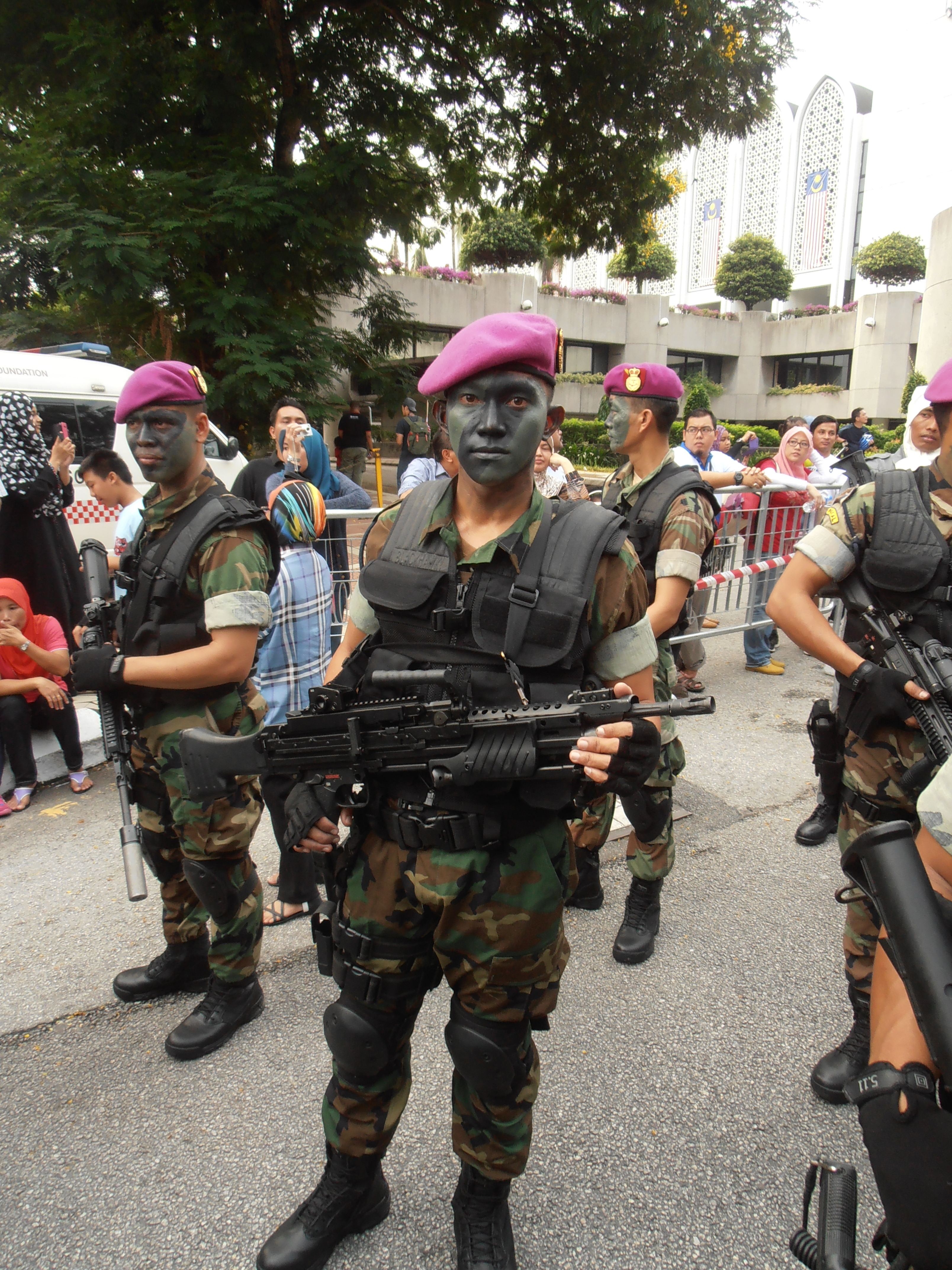
Un comando PASKAL de la Armada de Malasia con una ametralladora MG4KE.

- Empleada por el PASKAL, fuerza táctica de operaciones especiales de la Armada Real de Malasia.[4][5][6]

 Portugal
 Sudáfrica

### Armas similares
- FN Minimi
- IMI Negev
- Ametralladora ligera M249

### Listas relacionadas
- Anexo:Materiales del Ejército de Tierra de España